# Personenvennootschap
Een personenvennootschap is een rechtsfiguur in het Nederlandse recht. De term wordt gebruikt als tegenhanger van het begrip kapitaalvennootschap. Een kapitaalvennootschap (zoals een B.V. of een N.V.) is een rechtspersoon die door oprichting tot stand komt, terwijl een personenvennootschap berust op een overeenkomst die wordt aangegaan. Verwarrend is dat personenvennootschappen wel rechtspersoonlijkheid kunnen hebben, zonder rechtspersoon te zijn in de zin van een kapitaalvennootschap en dat de vennoten ook dan persoonlijk aansprakelijk zijn.
Er zijn drie soorten: de maatschap, de commanditaire vennootschap (CommV) en de vennootschap onder firma (VOF).

## Ingetrokken wetsvoorstel (2003)
In 2003 presenteerde de Tweede Kamer een wetsvoorstel om een nieuwe titel 7.13 "Vennootschappen"  aan het (Nieuw) Burgerlijk Wetboek toe te voegen. Dit ter vervanging van de negende titel van Boek 7A (artikelen 7A:1655 tot en met 7A:1688), die betrekking had op de maatschap, en van de derde titel van het Eerste Boek van het Wetboek van Koophandel (artikelen 15 tot en met 34), over de vennootschap onder firma en de commanditaire vennootschap. Er bestond  behoefte aan een fundamentele herziening die zou resulteren in een moderne en voor de praktijk bruikbare regeling van de personenvennootschappen. Er werd aansluiting gezocht bij vergelijkbare rechtsfiguren in andere Europese rechtsstelsels.
De nieuwe regeling, gebaseerd op een ontwerp van prof.J.M.M. Maeijer, werd op 15 december 2009 door de Tweede Kamer aangenomen. Daarna lag het wetsvoorstel voor bij de Eerste Kamer. In september 2011 besloot de regering het wetsontwerp in te trekken op grond van aanhoudende kritiek uit de samenleving. De regeling werd te knellend geacht voor bestaande maatschappen en vennootschappen onder firma en zou tot onnodige kosten kunnen leiden.

### Voorgestelde soorten vennootschappen
In het ingetrokken wetsvoorstel was in de volgende personenvennootschappen voorzien:
1. Stille vennootschap;
2. Openbare vennootschap zonder rechtspersoonlijkheid (OV);
3. Openbare vennootschap met rechtspersoonlijkheid (OVR).
4. Commanditaire vennootschap zonder rechtspersoonlijkheid
5. Commanditaire vennootschap met rechtspersoonlijkheid (CVR)

Daarmee zouden de huidige drie soorten vervallen. Dat zou hebben betekend dat ondernemers die nu gebruikmaken van een van deze vormen hadden moeten kiezen voor een van de nieuwe personenvennootschappen. Alle onrust die was ontstaan en al het voorwerk dat was gedaan, bleek voor niets nadat het wetsvoorstel werd ingetrokken.

## Voetnoten
1. ↑  Zie uitgebreid: A.L. Mohr & V.A.E.M. Meijers, Van Personenvennootschappen, Deventer: Kluwer 2009
2. ↑  Tweede Kamer der Staten-Generaal, Vaststelling van titel 7.13 (vennootschap) van het Burgerlijk Wetboek; Voorstel van wet; Dossier 28746, nr 1, 2. officielebekendmakingen.nl. Tweede Kamer der Staten-Generaal (24 december 2002). Geraadpleegd op 21 september 2023.
3. ↑  Tweede Kamer der Staten-Generaal, Vaststelling van titel 7.13 (vennootschap) van het Burgerlijk Wetboek; Memorie van toelichting; Dossier 28746, nr 3. officielebekendmakingen.nl. Tweede Kamer der Staten-Generaal (13 januari 2003). Geraadpleegd op 21 september 2023.
4. ↑  Kamerstuk 31065 nr. C